# リム・スイキン
リム・スイキン（林水鏡、Liem Swie King、1956年2月28日 - ）は、インドネシアのバドミントン選手。

## 概要
幼いころから、家族の影響でバドミントンを始めたリムは、父の指導を受け、バドミントン技術の基礎を固めた。
1975年、リムは若くして国際大会で優勝し、次第にインドネシアのエースの地位を手にしていく。1978年、全英オープンとアジア競技大会で優勝し、黄金期を迎えはじめる。そして、1979年と1981年の全英オープンでも優勝し、1980年と1983年の世界選手権で準優勝。
リムはシングルスだけでなく、ダブルスも非常に優れている。トマス杯では数度単複を兼任し、インドネシアを優勝へ導いた。
インドネシアでは、リムは国民的スターであった。
2002年にバドミントン殿堂入りを果たした。

## プレースタイル
リムは体格的には標準で、それほど身長も高くないが、持久力、瞬発力とも優れ、フットワークは驚くほど速い。また、相手を一発で仕留めるジャンピングスマッシュは驚異的であり、そのためリムは「破壊王」とも呼ばれた。